# Пуертомарін
Пуертомарі́н (ісп. Puertomarín) — муніципалітет в Іспанії, у складі автономної спільноти Галісія, у провінції Луго. Розташоване на Шляху святого Якова. Населення — 1796 осіб (2009).

## Назва
- Портомарі́н (гал. і порт. Portomarín) — галісійська і португальська назви.
- Пуертомарі́н (ісп. Puertomarín) — іспанська назва.

## Географія
Муніципалітет розташований на відстані близько 420 км на північний захід від Мадрида, 23 км на південь від Луго.
Через муніципалітет протікає річка Міньо.

## Демографія
Динаміка населення (INE ):

## Галерея зображень

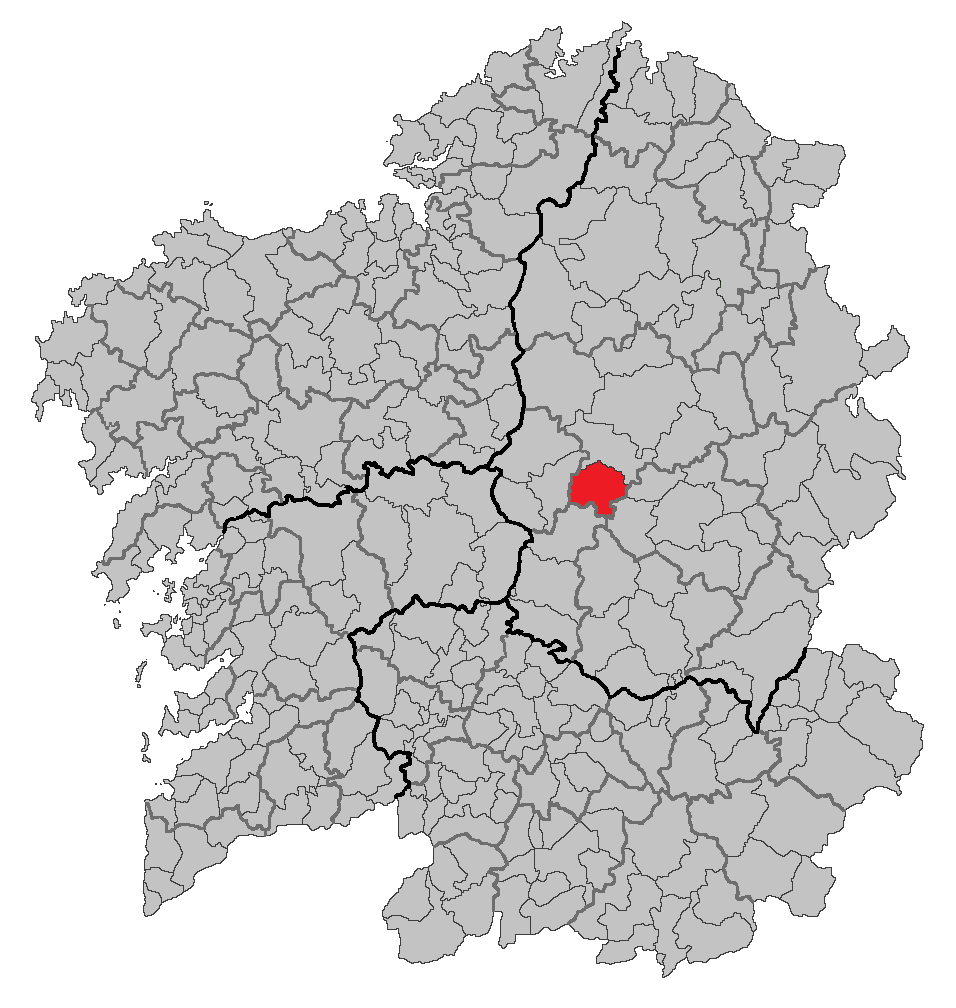
Муніципалітет у Галісії

## Парафії
Муніципалітет складається з таких парафій: 
- Багуде, Каборресельє, О-Кастро-де-Соенгас, Кастромайор, Кортапесас, Фіс-де-Росас, Гонсар, Леон, Нарон, Несперейра, Сан-Ніколао-де-Портомарін, Сан-Педро-де-Портомарін, Ресельє, Сабадельє, Сан-Мамеде-де-Белас, Сан-Мамеде-до-Ріо, Соенгас, Ведро, Віларбасін, Вілашусте.

## Релігія
Пуертомарін входить до складу Лугоської діоцезії Католицької церкви.